# 比利亚韦萨德瓦尔韦尔德
比利亚韦萨德瓦尔韦尔德，是西班牙卡斯蒂利亚-莱昂萨莫拉省的一个市镇。 总面积12平方公里，总人口134人（2001年），人口密度11人/平方公里。